# Deutsche in Griechenland
Die deutsche Minderheit in Griechenland umfasst eine unbekannte Zahl assimilierter Deutscher sowie nach der Volkszählung von 2001 die Zahl von 11.806 deutschen Staatsbürgern. Letztere bilden die zehntgrößte Minderheit in Griechenland, die aber nur unwesentlich kleiner ist als die drei vorherigen (Ukrainer, Briten, Polen). Erstere weisen eine sehr große Assimilation auf, verstehen sich als Griechen und sind, sofern sie aus Süddeutschland stammen, häufig noch Katholiken.

## Geschichte

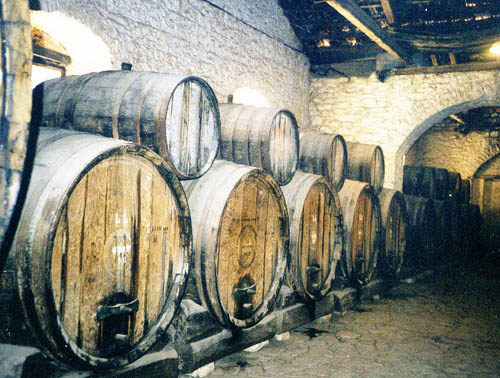
Der „Kaiser“-Keller des Weinguts Achaia Clauss.

Häuser des „Quartier Tsiller“ der Baufirma des Architekten Ernst Ziller

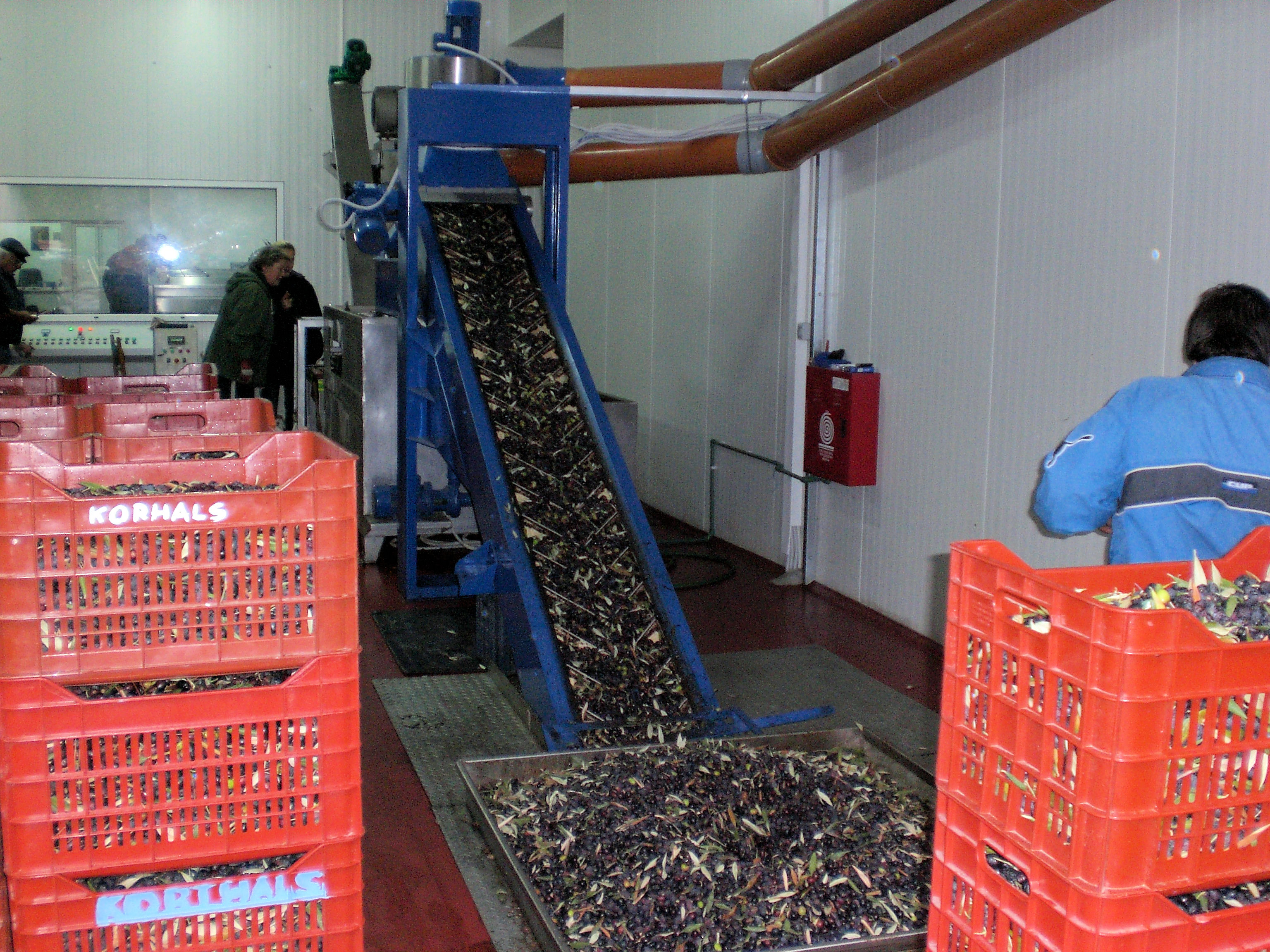
Kisten mit Oliven eines deutschen landwirtschaftlichen Familienbetriebs in der Ölmühle von Thassos

Schon vor der Römerzeit kamen Griechen nach Germanien, meist als Händler, jedoch findet sich kein Hinweis eines umgekehrten Einflusses. Erst der germanische Stamm der Heruler zog in der Spätantike zu Raubzügen ins östliche Mittelmeer. Die Hochzeit der byzantinischen Prinzessin Theophanu mit Otto II. am 14. April 972 eröffnete historisch greifbare Beziehungen zwischen dem griechischen und deutschen Raum. Deutsche Söldner befanden sich sowohl im Heer des Byzantiners Alexios Komnenos (1081–1118) als auch später im regulären Heer der Ionischen Inseln im Auftrag Venedigs. Feldmarschall Johann Matthias von der Schulenburg (1661–1747) wurde für die Verteidigung Korfus in den Adelsstand erhoben. Er begründete das Adelsgeschlecht Schulenburg.
Mit der Krönung des Wittelsbachers Otto zum König von Griechenland 1832 folgte eine Emigration deutscher Beamter, Handwerker und Abenteurer nach Griechenland, die auch nach dessen Abdankung 1862 und der Thronbesteigung durch Georg I. anhielt. Adolph von Schaden publizierte 1833 den Ratgeber Der Bayer in Griechenland, ein Handbuch für Alle, welche nach Hellas zu ziehen gedenken, oder dasselbe in jeder Beziehung näher kennen zu lernen wünschen. Für diese Zeit sind auch bayrische Biergärten in Athen belegt.
Der Weinhändler Gustav Clauss gründete mit Jakob Klipfel 1859 das Weingut Achaia Clauss. Karolos Fix (Karl Fuchs), Sohn bayrischer Einwanderer, eröffnete 1864 die Brauerei Fix. Georgios Streit, Sohn des Juristen Stephanos Streit und Nachfahre der fränkisch-sächsischen Adelsgeschlechter der Freiherrn von Streit und von Wurmb, wurde 1914 Außenminister. Eduard Schaubert war maßgeblich am Aufbau des modernen Athen beteiligt. Auch der aus Sachsen emigrierte Ernst Ziller wurde zu einem bedeutenden Architekten Griechenlands; Heinrich Schliemann ließ von ihm seinen Wohnsitz in Athen bauen.
Als Archäologen in Griechenland lebten u. a. Ludwig Ross (1806–1859), Adolf Furtwängler (1853–1907) und Wilhelm Dörpfeld (1853–1940). Der Astronom Johann Friedrich Julius Schmidt wurde 1858 zum Direktor der Athener Sternwarte berufen und verbrachte auch seinen Lebensabend in Athen.

### 1933–1945
Während der Zeit des Nationalsozialismus emigrierten deutsche Juden nach Griechenland, teilweise dienten Athen oder Rhodos als Zwischenstation einer späteren Emigration nach Palästina. Die deutsche Diaspora war von den Ereignissen in der Heimat zerrissen, es gab Spannungen unter den verschiedenen Haltungen.
Johannes Gaitanides schrieb – wohl als Sonderführer der Waffen-SS – während einer Griechenlandreise den Bericht Neues Griechenland. Ernst Kirsten war während seines Wehrdienstes im besetzten Griechenland zum Kunstschutz eingesetzt. Aus dem gesammelten Material verfasste er mit Wilhelm Kraiker das Werk Griechenlandkunde. Im Krieg hatten sie es geschafft, den Einsatzstab Reichsleiter Rosenberg aus Griechenland zu vertreiben. Auch Erhart Kästner war als Soldat der Wehrmacht im besetzten Griechenland freigestellt, um Bücher über das Land zu schreiben.

### Nach 1945
Nach 1945 folgten erneut Abenteurer und nun auch Rentner, die sich zumeist auf den Inseln niederließen. So wurde 1978 die Kommune Sarakiniko auf Ithaka gegründet. In Athen verbrachten ihren Lebensabend z. B. Ernst Hardt (1876–1947) und Wilfried Baasner (1940–2006). Eine größere deutsche Gemeinde außerhalb der Großstädte findet sich im Westen der Insel Kreta.

## Institutionen

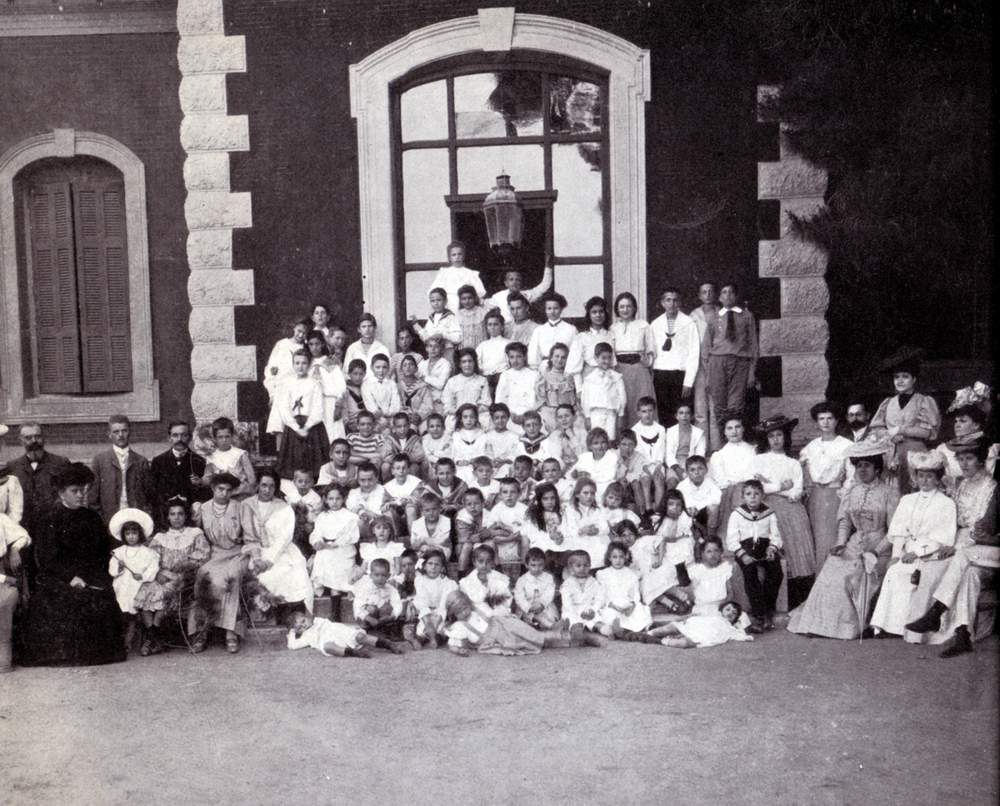
Ausflug der deutschen Schule Athen, 1905

### Deutsche Gesellschaft Philadelphia in Athen bis 1944
1837 wurde die Deutsche Gesellschaft Philadelphia in Athen gegründet, sie organisierte deutschlandbezogene Feste und lud auch Künstler aus Deutschland ein, so z. B. den Komponisten Richard Strauss, der 1926 ein Konzert im Stadion gab. 1847 erwarb sie ein Grundstück an der Homerstraße (Omirou), am 1. Januar 1848 war die Grundsteinlegung des Gebäudes, das von Hof-Baukondukteur Eduard Riedel entworfen worden war. Eher Wirtshaus als Kulturhaus hatte es einen Biergarten und eine Kegelbahn. Lärmbeschwerden der Anwohner blieben nicht aus. 1939 wurde ein Nachbargebäude erworben, um das Kulturhaus zu erweitern. Wegen Ausbruch des Krieges ruhte die Baumaßnahme. Weil die Gesellschaft in den Nationalsozialismus involviert war, wurde sie 1944 schließlich verboten und aufgelöst.

### Neugründung der Philadelphia und Goethe-Institut
Mit Kriegsende wurde die Philadelphia unter dem Namen Deutsch-Griechischer Verein Philadelphia von Werner Günther neu gegründet. Sie bot auch Sprachkurse an. 1952, mit der Übernahme durch das Goethe-Institut, war sie das erste Goethe-Institut im Ausland überhaupt. Bis 1954 waren der bisherige Verein und das Institut noch im selben Gebäude. Das Interesse an der deutschen Kultur und den Sprachkursen war so groß, dass bereits in den 1960er Jahren Goethe-Institute in allen größeren Städten bestanden und das Goethe-Institut in Athen viele benachbarte Gebäude anmietete. Das lukrative Grundstück des 1944 aufgelösten Vereins Philadelphia erwarb der deutsche Staat für 25 % des Verkehrswertes vom griechischen Staat unter der Bedingung, die Kulturarbeit des früheren Vereins an gleicher Stelle weiterzuführen. Dies führte zum Konflikt des Instituts mit der Philadelphia, die 1978 jedoch mit einem anderen Grundstück entschädigt wurde. Die Bibliothek des Goethe-Instituts wurde während der Junta (1967–1974) zum Treffpunkt der griechischen Opposition.

### Deutsche Schulen
Die Deutsche Schule Thessaloniki wurde 1887 gegründet. 1896 gründete Wilhelm Dörpfeld die Deutsche Schule Athen. Das Deutsche Archäologische Institut Athen (DAI) gibt es seit 1872.

### Kirchen
Erst 1913 wurde die deutschsprachige evangelische Gemeinde Athens formell gegründet. Die Deutsche Evangelische Gemeinde Athen und Umgebung trat die Nachfolge der königlichen Hof- und Stadtgemeinde Athen an, welche zuvor noch in Verbindung mit ursprünglich protestantischen Mitgliedern des Königshauses gestanden hatte. Im selben Jahr wurde durch den Staat der Gemeinde ein Grundstück an der Athener Sinastraße überlassen, auf dem in den 1920er Jahren die Christuskirche gebaut wurde.
Die deutschsprachige katholische Gemeinde Athens St. Michael befindet sich im Vorort Kifissia. Weitere deutschsprachige Gemeinden beider Konfessionen sind in Thessaloniki und auf Kreta.

## Medien
Während der Militärdiktatur 1967 bis 1974 strahlte die Deutsche Welle griechischsprachige Sendungen aus, die von regimekritischen Griechen gerne gehört wurden.
Der staatliche Radiosender ERA strahlte auf Mittelwelle 1386 kHz Nachrichten in deutscher Sprache um 16.30 Uhr aus.
Ab 1996 wurde die deutschsprachige Athener Zeitung verlegt, deren Nachfolge die Griechenland Zeitung angetreten hat.